# A Comprehensive Guide to Moderne Rebellion
A Comprehensive Guide to Moderne Rebellion is het tweede studioalbum van de Amerikaanse punkband Good Riddance. Het werd op 4 juni 1996 door het punklabel Fat Wreck Chords uitgegeven en was tevens het eerste studioalbum waar drummer Sean Sellers aan heeft meegewerkt. Sellers verving Rich McDermott, die eerder de groep verlaten had.
Het album bevat twee covers: de nummers "Come Dancing" van The Kinks en "Hall of Fame" van Government Issue. Het laatstgenoemde nummer staat is een verborgen nummer die te horen is op de laatste track.

## Nummers
1. "Weight of the World" - 2:08
2. "Steps" - 2:14
3. "A Credit to His Gender" - 2:46
4. "Trophy" - 0:35
5. "Up & Away" - 2:03
6. "Last Believer" - 2:33
7. "Static" - 2:48
8. "Favorite Son" - 1:21
9. "West End Memorial" - 2:29
10. "This Is the Light" - 3:18
11. "Bittersweet" - 1:47
12. "Token Idiot" - 1:38
13. "Come Dancing" - 2:21
14. "Lampshade" - 1:33
15. "Think of Me" - 2:08
16. "The Sky Is Falling" - 0:45
17. "Sometimes" / "Hall of Fame" - 5:47

## Muzikanten
Good Riddance
- Russ Rankin - zang, gitaar op track 13
- Luke Pabich - gitaar
- Chuck Platt - basgitaar
- Sean Sellers - drums

Aanvullende muzikanten
- Cinder Block - zang op track 3